# Вербівська сільська рада (Нижньосірогозький район)
Вербівська сільська́ ра́да — адміністративно-територіальна одиниця та орган місцевого самоврядування в Нижньосірогозькому районі Херсонської області. Адміністративний центр — село Верби.

## Загальні відомості
Вербівська сільська рада утворена в 1944 році.
- Територія ради: 164,232 км²
- Населення ради: 1 712 особи (станом на 2001 рік)

## Населені пункти
Сільській раді були підпорядковані населені пункти:
- с. Верби
- с. Зернове
- с. Донцове
- с. Партизани
- с. Чеховка

## Склад ради
Рада складалася з 16 депутатів та голови.
- Голова ради: Ганелі Тетяна Миколаївна
- Секретар ради: Волошин Юрій Якович

### Керівний склад попередніх скликань
| Прізвище, ім'я, по батькові   | Основні відомості                                                                       | Дата обрання | Дата звільнення |
| ----------------------------- | --------------------------------------------------------------------------------------- | ------------ | --------------- |
| Василенко Валерій Олексійович | Сільський голова, 1953 року народження, позапартійна                                    | 26.03.2006   | 31.10.2010      |
| Ганелі Тетяна Миколаївна      | Сільський голова, 1971 року народження, освіта середня спеціальна, член Партії регіонів | 31.10.2010   |                 |

Примітка: таблиця складена за даними сайту Верховної Ради України

### Депутати
За результатами місцевих виборів 2010 року депутатами ради стали:

#### За суб'єктами висування
| Суб'єкт висування                              | Кількість обраних депутатів | %    |
| ---------------------------------------------- | --------------------------- | ---- |
| Партія регіонів                                | 9                           | 56,3 |
| Самовисування                                  | 4                           | 25   |
| Комуністична партія України                    | 2                           | 12,5 |
| Соціал-демократична партія України (об'єднана) | 1                           | 6,3  |

#### За округами
| № округу                                       | Прізвище, ім'я, по батькові       | Дата визнання обраним | Освіта  | Партійна приналежність                                | Відомості про обраного депутата                              |
| ---------------------------------------------- | --------------------------------- | --------------------- | ------- | ----------------------------------------------------- | ------------------------------------------------------------ |
| Комуністична партія України                    |                                   |                       |         |                                                       |                                                              |
| 1                                              | Мельник Наталія Федорівна         | 04.11.2010            | вища    | позапартійна                                          | тимчасово не працює                                          |
| 15                                             | Кордонець Віктор Михайлович       | 04.11.2010            | середня | член Комуністичної партії України                     | тимчасово не працює                                          |
| Партія регіонів                                |                                   |                       |         |                                                       |                                                              |
| 2                                              | Білокриницький Віктор Васильович  | 04.11.2010            | середня | член Партії регіонів                                  | підприємець                                                  |
| 4                                              | Гайдукова Тетяна Михайлівна       | 04.11.2010            | вища    | позапартійна                                          | Вербівська сільська рада, секретар                           |
| 5                                              | Волошин Юрій Якович               | 04.11.2010            | вища    | член Партії регіонів                                  | Червонопартизанська загальноосвітня школа I-III ст., вчитель |
| 7                                              | Попович Марина Вікторівна         | 04.11.2010            | вища    | позапартійна                                          | підприємець                                                  |
| 9                                              | Іжик Тетяна Борисівна             | 04.11.2010            | вища    | член Партії регіонів                                  | пенсіонер                                                    |
| 12                                             | Дудка Василь Анатолійович         | 04.11.2010            | вища    | член Партії регіонів                                  | Фермерське господарство АГРОС-2007, голова                   |
| 13                                             | Матичин Микола Васильович         | 04.11.2010            | середня | член Партії регіонів                                  | підприємець                                                  |
| 14                                             | Давидюк Валентина Валеріївна      | 04.11.2010            | вища    | член Партії регіонів                                  | сільський клуб, завідувач                                    |
| 16                                             | Коваленко Олександр Олександрович | 04.11.2010            | вища    | член Партії регіонів                                  | Фермерське господарство АМІД-7, голова                       |
| Соціал-демократична партія України (об'єднана) |                                   |                       |         |                                                       |                                                              |
| 6                                              | Байбак Ігор Вікторович            | 04.11.2010            | вища    | член Соціал-демократичної партії України (об'єднаної) | Вербівська лікарська амбулаторія, лікар                      |
| Самовисування                                  |                                   |                       |         |                                                       |                                                              |
| 3                                              | Грисенко Клавдія Семенівна        | 04.11.2010            | вища    | член Політичної партії «Сильна Україна»               | тимчасово не працює                                          |
| 8                                              | Круліковська Оксана Михайлівна    | 04.11.2010            | середня | член Партії регіонів                                  | тимчасово не працює                                          |
| 10                                             | Жукова Людмила Олегівна           | 04.11.2010            | вища    | позапартійна                                          | тимчасово не працює                                          |
| 11                                             | Фрей Іван Миколайович             | 04.11.2010            | вища    | позапартійний                                         | підприємець                                                  |

## Населення
Згідно з переписом УРСР 1989 року чисельність наявного населення сільської ради становила 1894 особи, з яких 900 чоловіків та 994 жінки.
За переписом населення України 2001 року в сільській раді мешкало 1690 осіб.

### Мова
Розподіл населення за рідною мовою за даними перепису 2001 року:
| Мова       | Відсоток |
| ---------- | -------- |
| українська | 89,43 %  |
| російська  | 10,05 %  |
| молдовська | 0,47 %   |
| білоруська | 0,06 %   |